# Waiting to catch the light
Waiting to catch the light is een studioalbum van Gary Wright.
Wright werd met zijn muziek in zijn solocarrière steeds rustiger. Van pompende synthesizerrock op The dream weaver met hitsingles naar Human love. Met Waiting to catch the light ging Wright nog een stapje verder. De muziek op dat album is geheel verstild. Wright had de muziek al een aantal jaren op de plank liggen maar had het te druk met het concertleven met onder andere Spooky Tooth. Waiting to catch the light bevat ambient annex New age waarbij Wright alleen nog analoge synthesizers gebruikte. De digitale apparatuur, toen al ruimschoots voorhanden, vond hij te scherp klinken.   

## Musici
- Gary Wright - synthesizers

## Muziek
| Nr. | Titel                       | Duur |
| --- | --------------------------- | ---- |
| 1.  | Silent choirs of snowflakes | 6;06 |
| 2.  | Curtains of change          | 3:39 |
| 3.  | Lost in the forest of time  | 3:45 |
| 4.  | Waiting to catch the light  | 6:11 |
| 5.  | Stones, stars and sages     | 7:07 |
| 6.  | Fires of memories           | 6:26 |